# Акимов, Александр Петрович
Александр Петрович Акимов (28 августа 1946, Антипинка, Чувашская АССР — 12 июля 2022) — советский и российский учёный, доктор технических наук (2006), профессор (1995), академик Международной академии по развитию технологий IATE.
Автор более 180 научных и научно-методических работ, в том числе 22 учебников, учебных пособий и монографий; имел 28 патентов на изобретения.

## Биография
Родился 28 августа 1946 года в деревне Антипинка Порецкого района Чувашской АССР в семье Петра Ивановича и Александры Ивановны Акимовых.

### Образование
После окончания начальной школы в 1957 году, продолжил учёбу в Порецкой средней школе, которую окончил в 1964 году, одновременно с аттестатом получив удостоверение тракториста-машиниста 3-го класса.
В 1969 году окончил факультет механизации сельского хозяйства Чувашского сельскохозяйственного института (ныне Чувашский государственный аграрный университет), получив диплом с отличием (присвоена квалификация инженера-механика). Затем в 1974 году завершил обучение в аспирантуре Пермского сельскохозяйственного института (ныне Пермский государственный аграрно-технологический университет).
В 1979 году после защиты диссертации в Воронежском сельскохозяйственном институте (ныне Воронежский государственный аграрный университет) ему было присвоена учёная степень кандидата технических наук. В 2005 году защитил докторскую диссертацию в Мордовском государственном университете им. Н. П. Огарева на тему «Повышение эффективности работы ротационных рабочих органов и колесных движителей мобильных машин в системе „движители-опорная поверхность“».

### Деятельность
По окончании вуза Александр Акимов был направлен на работу в Рыбновское объединение «Сельхозтехника» Рязанской области. В 1970 году перешёл на педагогическую деятельность, вернувшись в родной институт для продолжения научной работы, начатой в студенческие годы. После окончания аспирантуры работал в должностях ассистента, преподавателя и старшего преподавателя.
Защитив кандидатскую диссертацию, с 1980 года А. П. Акимов — заместитель декана факультета механизации сельского хозяйства, с 1981 года — декан этого факультета, проработал в этой должности до 1999 года. В 1982 году ему было присвоено звание доцента.
В 2000—2014 годах Александр Петрович работал директором, а в 2014—2015 годах — заместителем директора по учебной работе Чебоксарского института Московского государственного открытого университета. В 2015 году вернулся в Чувашский государственный аграрный университет, где работал заведующим кафедрой транспортно-технологических машин и комплексов. Являлся членом двух диссертационных советов при Мордовском госуниверситете и Чувашской государственной сельхозакадемии.
Скончался 12 июля 2022 года.

## Награды
- Удостоен званий «Заслуженный работник образования Чувашской Республики» (1997) и «Заслуженный работник высшей школы Российской Федерации» (2005).
- Лауреат Государственной премии Чувашской Республики (2007).
- Награждён медалями, в числе которых «За трудовую доблесть» (1986) и медаль ордена «За заслуги перед Чувашской Республикой» (2010).
- Также награждён Почетным знаком «Отличник физической культуры и спорта Российской Федерации»[5].